# Argument (logika)
Argument je sestav trditev (tudi izjav, stavkov, propozicij), ki jim lahko pripišemo resničnostne vrednosti in v katerih je določena trditev na razumen način podprta z razlogi za njeno sprejetje. V argumentu razlogi preko premis utemeljujejo (podpirajo, upravičujejo, dokazujejo, demonstrirajo) sklep, ta podpora pa racionalno osebo prepričuje v sprejetje sklepa. Argument (dokaz) je niz stavkov, ki ga sestavljajo premise in sklep, pogosto tudi vmesne vrstice, podpremise. Z argumentom se dokazuje upravičenost sklepanja, tj. da premise »podpirajo« sklep.
Primer preprostega logičnega sklepanja:
premisa 1.....Vsi ljudje so smrtni.
premisa 2.....Janez je človek.
...
sklep...........Janez je smrten.
Argument je veljaven, kadar je njegova logična oblika veljavna - v tem primeru je logično nemogoče, da bi bile premise resnične, zaključek pa neresničen. Veljaven argument z resničnimi premisami in resničnim zaključkom je zdrav.

## Moč argumenta
Moč argumenta je, ko neko trditev podpiramo s smiselnimi/logičnimi argumenti

## Argument moči
Argument moči je, ko nekdo izkorišča svojo moč (npr.: šef ukaže uslužbencem  da morajo narediti določeno stvar in  njegov argument je to, da ker je on šef ga morajo uslužbenci ubogati)